# پناهگاه زیر زمینی نیگ
پناهگاه زیر زمینی نیگ مربوط به پیش از اسلام - دوران‌های تاریخی پس از اسلام است و در شهرستان قائنات، روستای نیگ واقع شده و این اثر در تاریخ ۱۰ خرداد ۱۳۸۲ با شمارهٔ ثبت ۸۹۶۲ به‌عنوان یکی از آثار ملی ایران به ثبت رسیده‌است.